# Pardosa oakleyi
Pardosa oakleyi är en spindelart som beskrevs av Gravely 1924. Pardosa oakleyi ingår i släktet Pardosa och familjen vargspindlar. Inga underarter finns listade i Catalogue of Life.